# Musée du palais de Beiteddine
Le musée du palais de Beiteddine est un musée de Beiteddine au Liban, installé dans les anciennes écuries du palais de Beiteddine, qui servaient jadis à accueillir des cavaliers et des chevaux. Il s’agit d’un musée de splendides mosaïques byzantines provenant d’églises, comme celles de Jiyyeh, l’ancien Porphyréon. Selon les inscriptions grecques figurant sur les mosaïques, elles remontent aux Ve et VIe siècles.
De plus en plus des mosaïques provenant d'autres sites sont exposées dans ces écuries et dans les jardins adjacents.

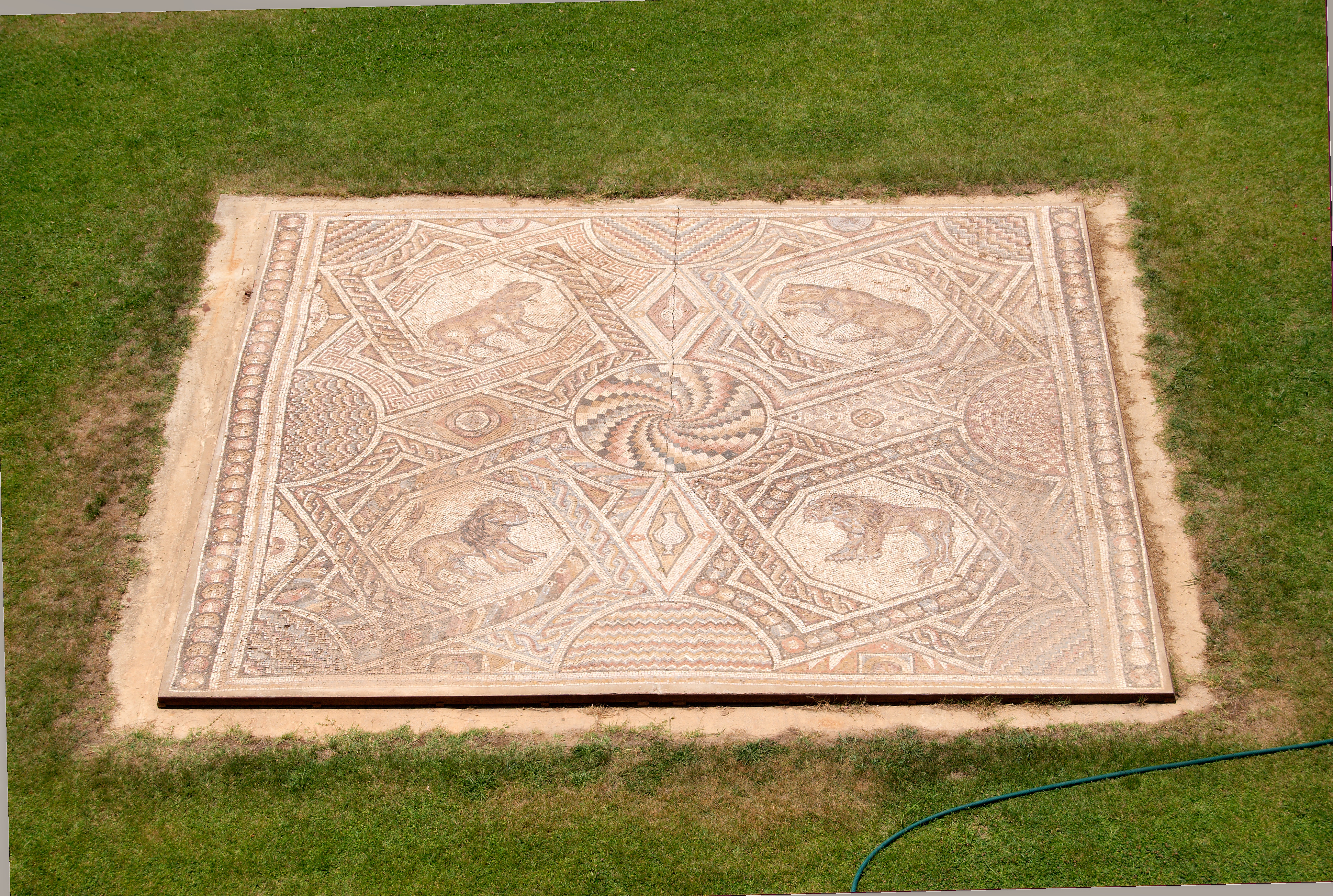
Mosaïque dans les jardins adjacents du palais
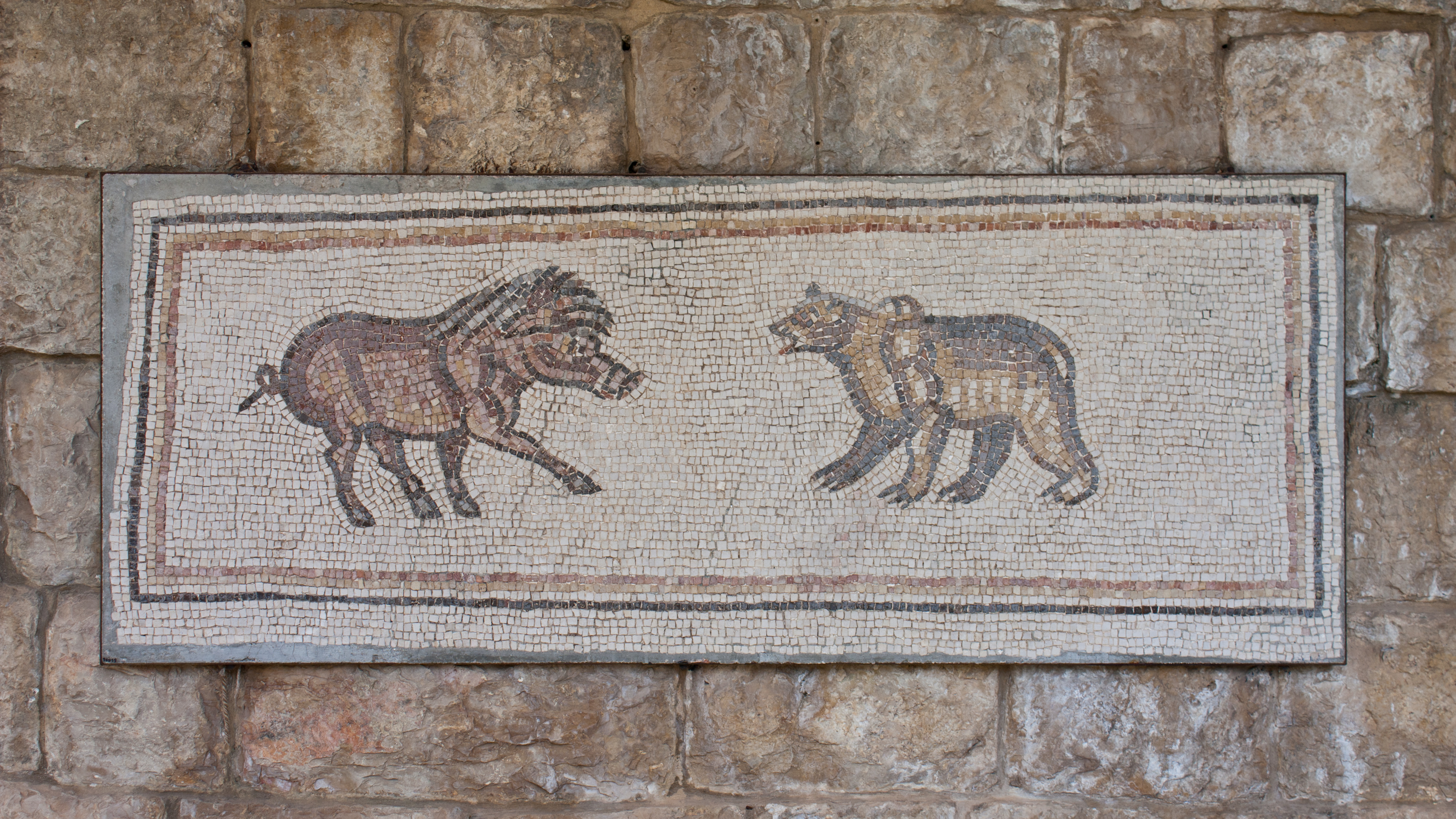
Mosaïque avec sanglier et ours
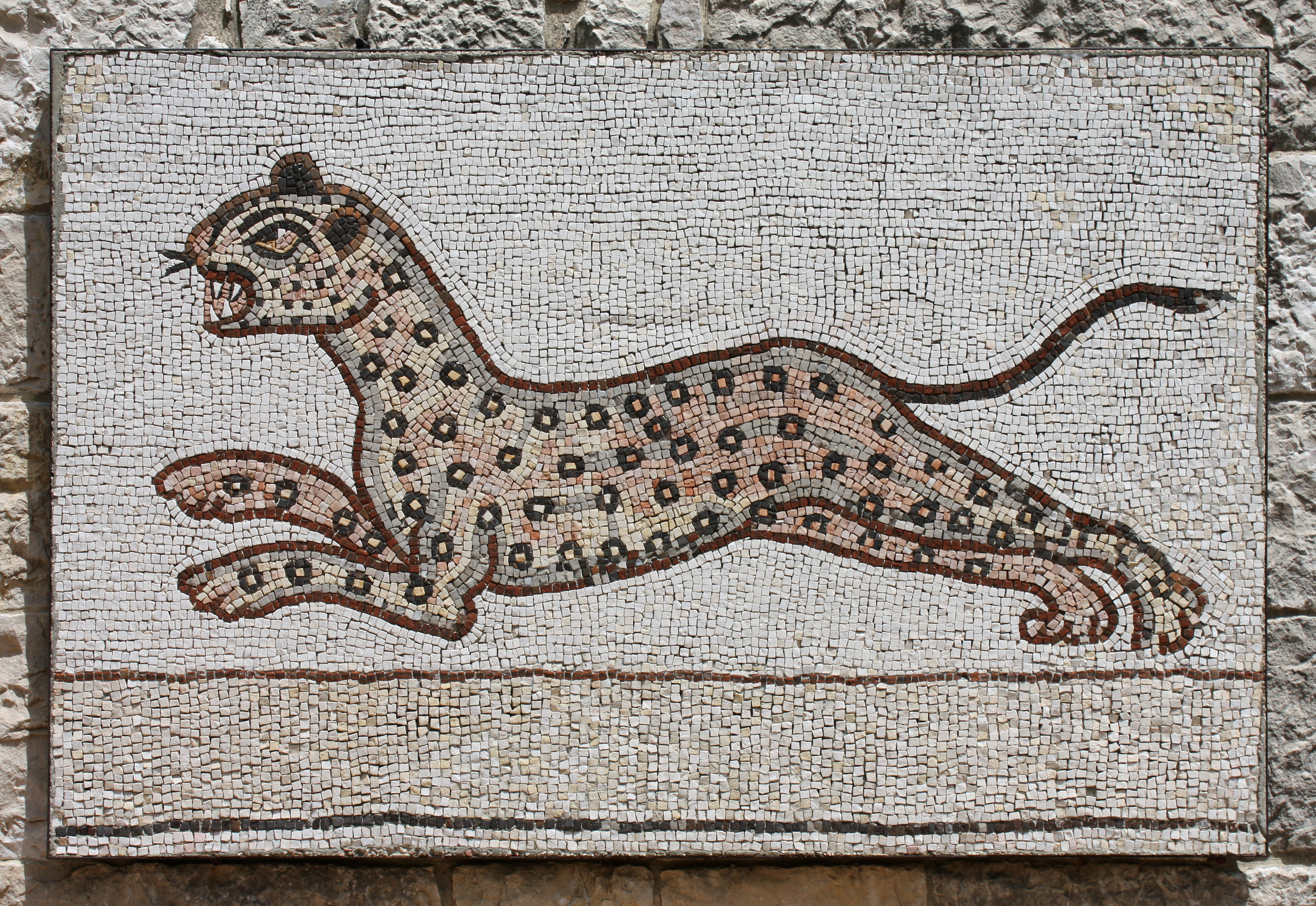
Mosaïque avec léopard